# Wilhelm Schmid
Wilhem Schmid (Remigen, 7 febbraio 1892 – Brè-Aldesago, 20 novembre 1971) è stato un pittore svizzero. Esponente di spicco del "Gruppo di novembre" prima e della Nuova oggettività poi, fu considerato uno degli artisti più influenti a Berlino fra la prima e la seconda guerra mondiale.

## Biografia
All'esordio Schmid si dedicò al disegno edile e all'architettura. In questi due campi fu attivo a Brugg, a Zurigo e Berlino fra il 1911 e il 1914. Fu nell'anno dello scoppio della prima guerra mondiale che Schmid si segnalò come pittore: un'esposizione al Kunsthaus di Zurigo, infatti, gli valse l'attenzione della critica, permettendogli di stabilirsi in Germania e di diventare una figura di riferimento del panorama artistico del Paese. La sua prima esposizione personale arrivò quasi al termine della prima guerra mondiale, nel 1917 a Monaco di Baviera. L'anno successivo sposò Maria Metz e aderì al "Gruppo di novembre", attivo fra il 1918 e il 1922 e poi fra il 1930 e il 1933: in quest'occasione entrò i contatto con i numerosi intellettuali che animavano il collettivo artistico: fra gli altri, Max Pechstein, César Klein, Arthur Segal. Poi aderì alla Nuova oggettività, stabilendo rapporti con gli altri artisti della corrente post-espressionista tedesca, Otto Dix, George Grosz, Christian Schad, Conrad Felixmüller, Rudolf Schlichter, Max Beckmann.
A partire dal 1924 si spostò a Parigi, dove aprì un atelier e conobbe una certa fama, tanto da essere l'unico artista svizzero esposto al Salon du franc. Nel 1931 tornò a Potsdam, ma la nascita del Terzo Reich, che a partire dal 1936 lo perseguitò in quanto "bolscevico culturale" e "artista degenerato" lo spinse a riparare in Svizzera, a Brè, a partire dal 10 agosto 1943, diventandone cittadino onorario nel 1968. Nella città svizzera, alla sua morte, Maria Metz trasformò la casa in un museo dedicato alla sua opera, donandolo alla città di Lugano, che nel frattempo aveva assorbito il comune di Brè. Una parte importante dei dipinti di Schimd, però, fu distrutto nel 1945 nel bombardamento di Bielefeld: delle 192 opere ospitate dal museo della cittadina tedesca ne furono salvate solo 22.